# Domašov u Šternberka
Obec Domašov u Šternberka (německy Domeschau) se nachází v okrese Olomouc v Olomouckém kraji. Leží v Nízkém Jeseníku, asi 4 km jihovýchodně od Šternberka a protéká jí potok Aleš. Žije zde 354 obyvatel.

## Historie
První písemná zmínka o obci pochází z roku 1220, kdy byla založena klášterem Hradisko. V jeho držení také spolu s blízkým Těšíkovem zůstala až do zrušení kláštera v roce 1784. Poté ji spravoval státní náboženský fond, od kterého ves roku 1826 získal hrabě Filip Ludvík Saint Genois. Ne však na dlouho, v roce 1850 v souvislosti se vznikem obecních samospráv se Domašov u Šternberka stal samostatnou obcí v politickém a soudním okrese Šternberk. Ačkoli šlo o jinak zemědělskou obec, fungoval zde také mlýn, pila a v jejím okolí dva kamenolomy. Obec založená původně českými kolonisty byla již brzy po svém vzniku poněmčena, po roce 1938 se stala součástí Sudet a po válce byli její obyvatelé odsunuti. V letech 1975–1990 byl Domašov součástí města Šternberka, poté se opět osamostatnil.
| Rok      | 1869 | 1880 | 1890 | 1900 | 1910 | 1921 | 1930 |
| -------- | ---- | ---- | ---- | ---- | ---- | ---- | ---- |
| Obyvatel | 504  | 491  | 488  | 535  | 561  | 504  | 504  |
| Domů     | 74   | 76   | 73   | 73   | 77   | 79   | 88   |
| Rok      | 1950 | 1961 | 1970 | 1980 | 1991 | 2001 | 2011 |
| Obyvatel | 318  | 283  | 266  | 269  | 277  | 280  | 290  |
| Domů     | 84   | 69   | 68   | 68   | 76   | 78   | 86   |

1. ↑  Z toho 488 osob národnosti německé, 15 československé a 1 ostatní.[9]

## Pamětihodnosti
- kostel svatého Martina z roku 1788
- kaple u kostela
- dvě boží muka
- socha sv. Floriána
- sousoší Piety z roku 1872 u cesty na Šternberk
- pomník obětem první světové války u kostela

## Galerie

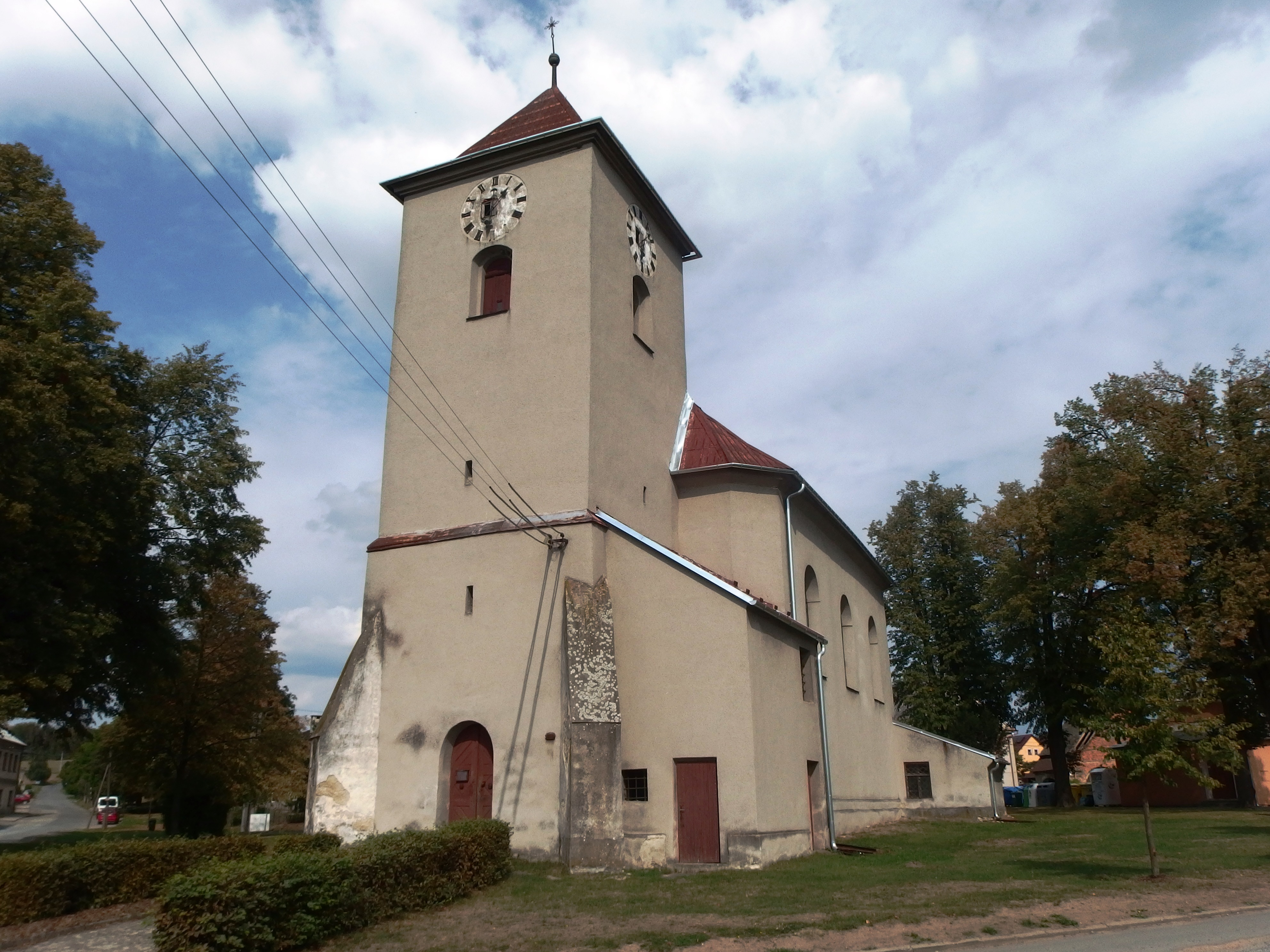
Kostel svatého Martina
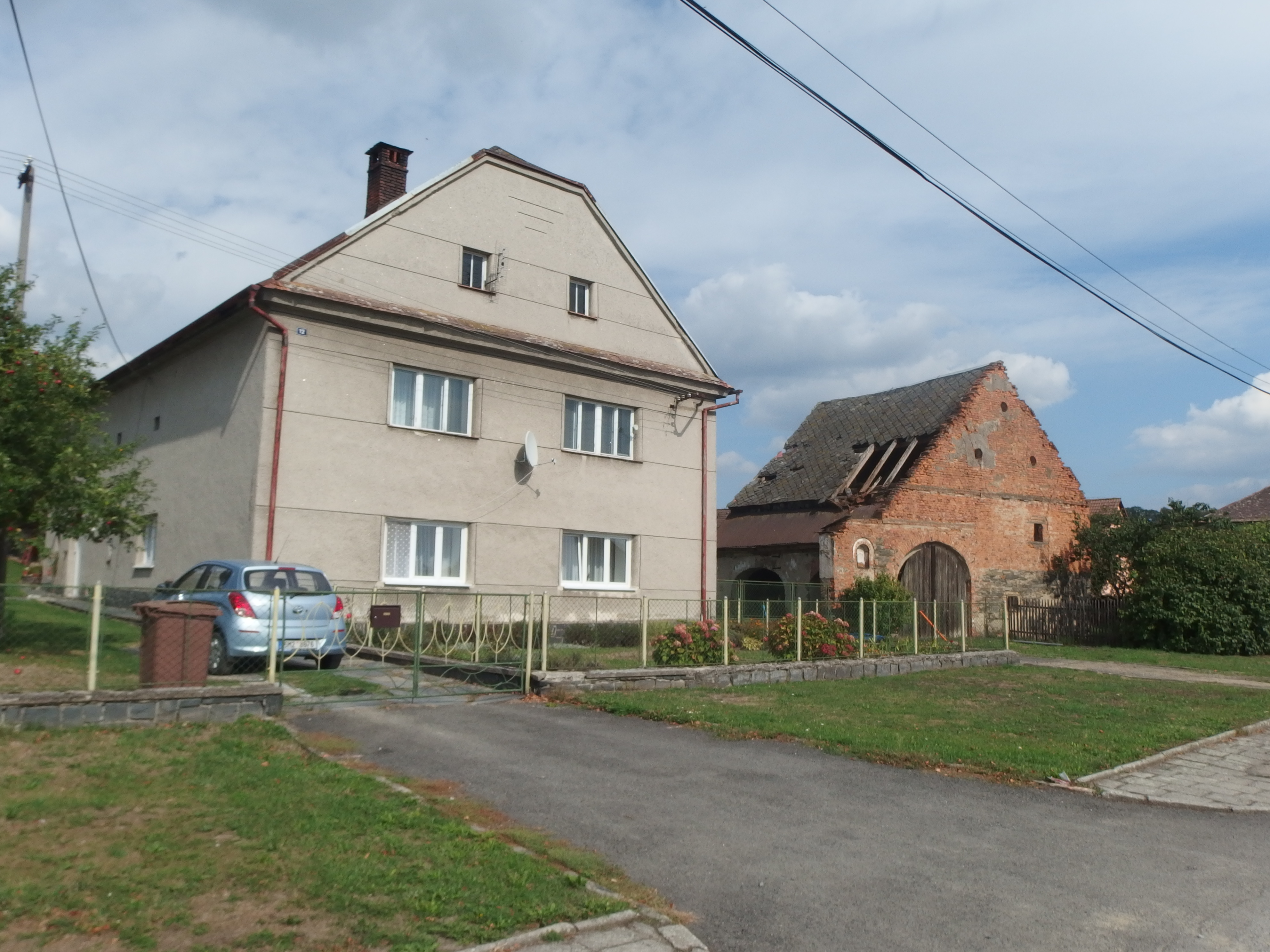
Domy na návsi
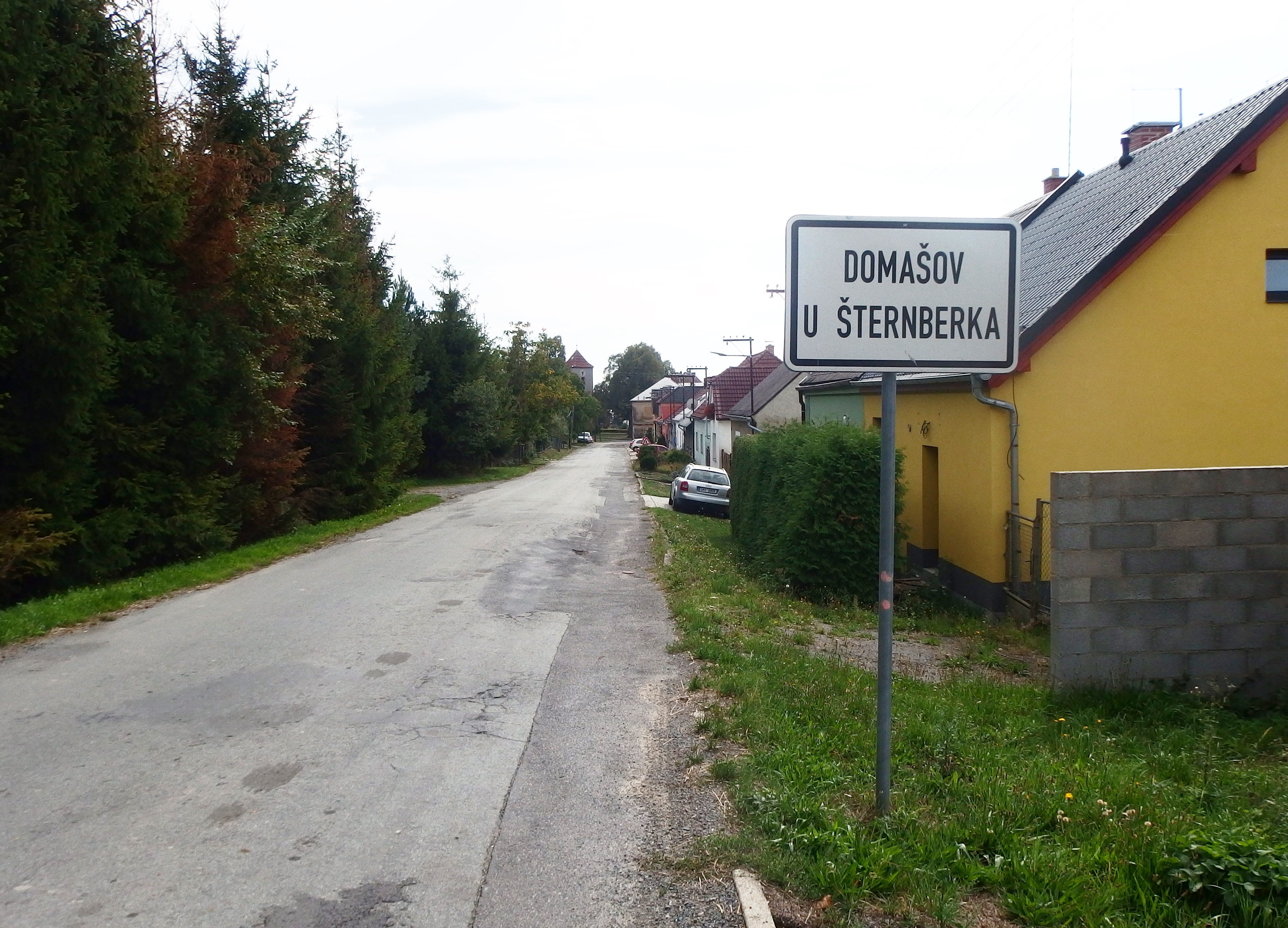
Příjezd od Těšíkova
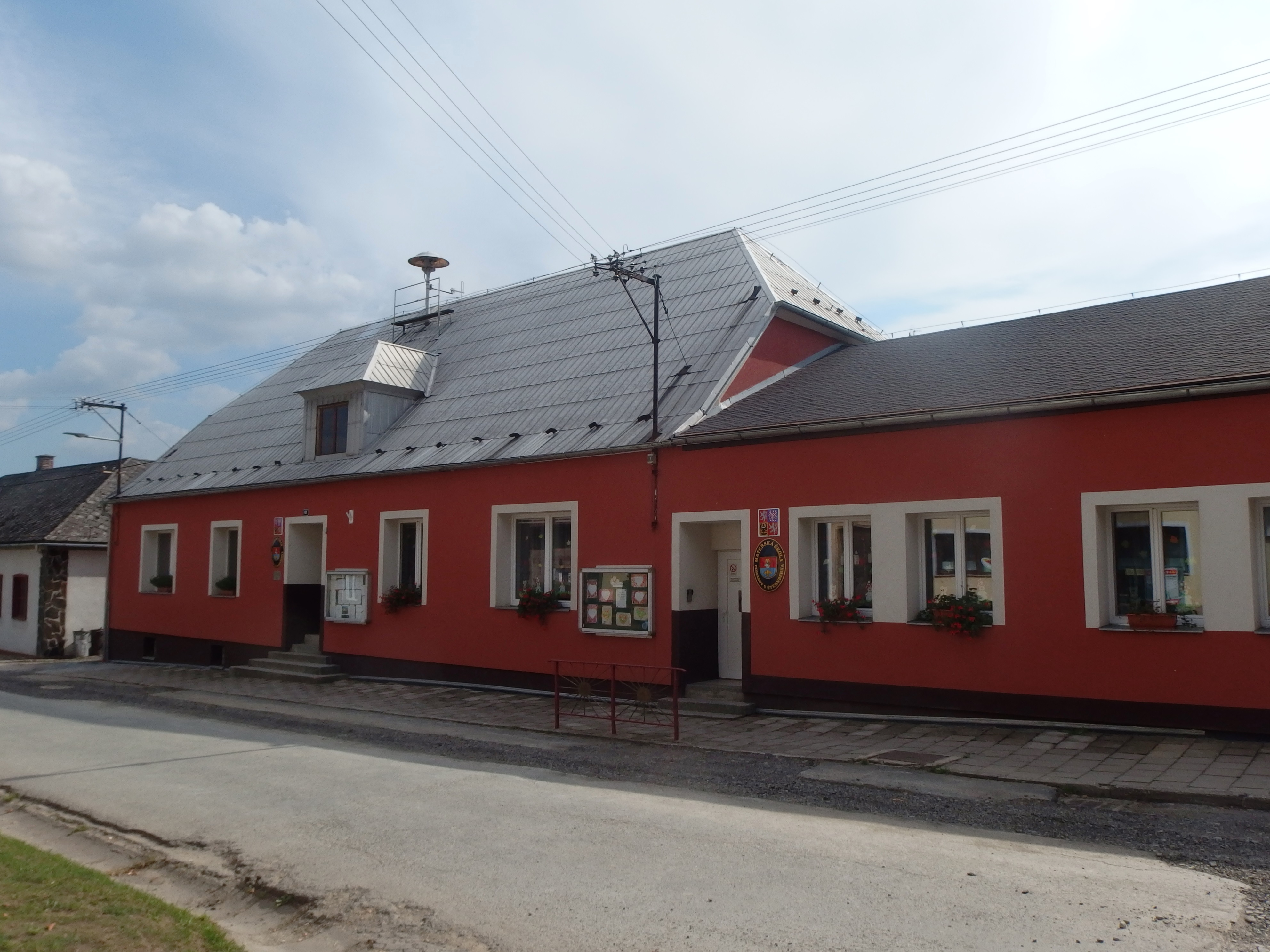
Obecní úřad